# Oktoda

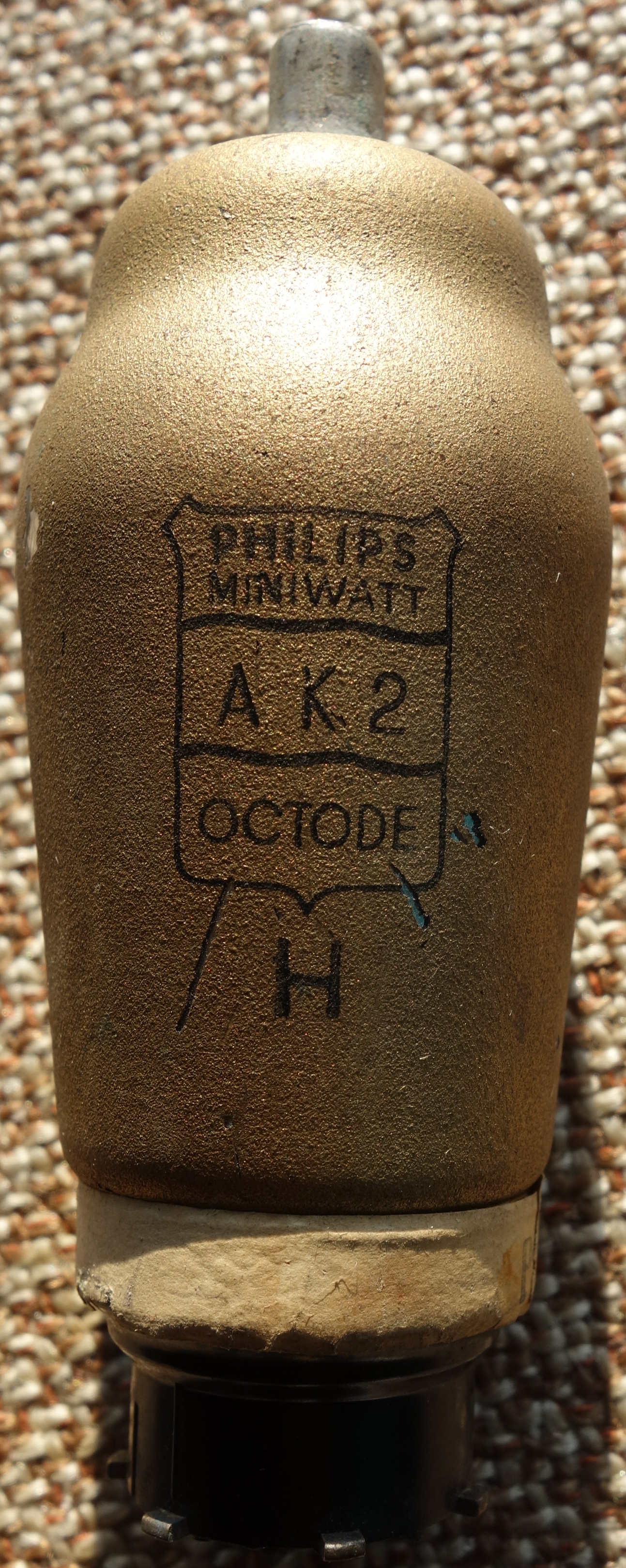
Oktoda AK2 (Philips Miniwatt)

Oktoda je elektronka s osmi elektrodami - katodou, anodou a 6 mřížkami. Používala se (podobně jako heptoda) především v superheterodynech, kde zajišťovala směšování a zároveň byla i zdrojem jedné z frekvencí.

## Příklad použití

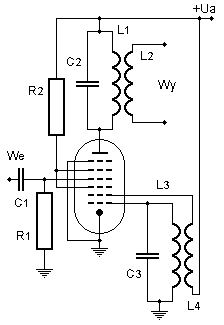
Směšovací oktoda v typickém zapojení

V zapojení na obrázku je vidět obvyklé uspořádání mřížek směrem od katody k anodě (odspodu):
- 1. řídicí
- pomocná (ve funkci anody zdroje pomocné frekvence)
- stínicí
- 2. řídicí (obvykle připojena k anténě nebo vysokofrekvenčnímu předzesilovači)
- stínicí
- brzdicí

Kondenzátor C3, spolu s cívkou L3 tvoří rezonanční obvod, který vytváří pomocnou frekvenci. Tento obvod je napájen mřížkovým proudem druhé mřížky indukcí pomocí cívky L4. Tento mřížkový proud si obvod sám řídí pomocí první mřížky.
Vstupní signál je přiváděn přes RC článek na čtvrtou mřížku. Zde řídí proud elektronů, který má už frekvenci danou první dvojicí mřížek. Tím dochází ke smísení obou frekvencí. Třetí mřížka odstiňuje vstup od pomocné frekvence, pátá pak od vzniklé mezifrekvence na anodě. Obě stínicí mřížky jsou přes odpor R2 připojeny ke kladnému napájecímu napětí. Šestá mřížka je spojena s katodou a zabraňuje zpětné emisi elektronů z anody. Přes laděný obvod L1-L2 je odváděn výstupní mezifrekvenční signál.
Složitost konstrukce oktody přináší i určité provozní nevýhody. Jedna z nich je vzájemná elektronová vazba mezi oběma řídicími mřížkami. Část oscilátorového napětí tudy proniká do vstupních obvodů, a pokud tyto nejsou navrženy dostatečně solidně (např. místo vstupní laděné pásmové propusti je použit pouhý jednoduchý laděný obvod), pak může přijimač připojenou anténou zpětně vyzařovat nežádoucí rušení.
Další problém, způsobený vnitřní vzájemnou vazbou, vyvstane, pakliže je zesílení oktody řízeno záporným napětím automatického vyrovnávání citlivosti. Změna vnitřních kapacit ve směšovací části oktody, která je s tím spojena, se částečně přenáší i do oscilační části oktody (změna prostorového náboje v okolí první mřížky), a způsobuje tak "ujíždění" kmitočtu oscilátoru. Tato nestabilita, která je ještě přijatelná na dlouhých a středních vlnách, je velmi rušivá při příjmu krátkých vln, zejména jejich vyšších pásem. Snaha konstruktérů o vyřešení tohoto problému sofistikovaným svazkováním toku elektronů (oktoda Philips EK3) vedla k přílišné složitosti celého vnitřního systému elektronky. Lepší a jednodušší cestou se ukázala konstrukce sdružených elektronek trioda-heptoda (ECH4, ECH21, ECH81) která tyto výše uvedené problémy minimalisovala.